# Mag (neuroanatómia)
A neuroanatómiában a mag (latinul: nucleus) a központi idegrendszerben található neuronok egy csoportosulása, amely mélyen az agyféltekékben és az agytörzsben helyezkednek el. Egy mag neuronjainak általában hasonló kapcsolataik és funkcióik vannak. A magokat egymással pályák, idegsejtek sejttestjeiből kinyúló axonok (idegrostok) kötegei. A mag egyike az idegsejt-szerveződések két leggyakoribb formájának, a másik a réteges elrendeződés, például az agykéregben vagy a kisagykéregben. Anatómiai metszetekben a mag egy szürkeállományból álló területként jelenik meg, gyakran fehérállománnyal körülvéve.  A gerincesek agya több száz elkülöníthető magot tartalmaz, amelyek alakja és mérete széles körben változik. A magnak magának is lehet komplex belső szerkezete, többféle típusú neuronnal, amelyek csomókban (almagokban) vagy rétegekben vannak elrendezve. 
A „mag” kifejezés bizonyos esetekben meglehetősen lazán használt, néha egyszerűen csak egy azonosíthatóan elkülönülő neuroncsoportot jelent, még akkor is, ha egy kiterjedt területre oszlik. A talamusz retikuláris magja például a talamuszt körbeölelő gátló neuronok egy vékony rétege. 
Az agy néhány fontosabb anatómiai összetevője összekapcsolt magok csoportjaiként szerveződik. Ezek közül kiemelkedik a talamusz és a hipotalamusz, amelyek mindegyike több tucat elkülöníthető alépítményt tartalmaz. A nyúltagy és a híd számos apró magot is tartalmaz, amelyek sokféle érzékszervi, motoros és szabályozási funkcióval rendelkeznek. 
A környéki idegrendszerben a neuronok hasonló sejttest-csoportját idegdúcnak nevezik. A környéki idegrendszerben az idegrostok tömörülését pedig idegnek nevezzük.

## Lásd még
- Agy
- Központi idegrendszer
- Idegdúc